# 포스트스크립트 글꼴
포스트스크립트 글꼴(PostScript fonts)은 전문적인 디지털 조판을 위해 어도비 시스템즈에서 개발한 개요 글꼴 사양으로 인코딩된 글꼴 파일이다. 이 시스템은 포스트스크립트 파일 형식을 사용하여 글꼴 정보를 인코딩한다.
"포스트스크립트 글꼴"은 타임스 뉴 로먼, 헬베티카 및 Avant Garde와 같이 포스트스크립트 시스템의 표준으로 포함된 기본 글꼴 세트를 참조하기 위해 별도로 사용될 수도 있다.

## 역사
타입 1 및 타입 3 글꼴은 1984년 어도비에서 포스트스크립트 페이지 설명 언어의 일부로 도입했지만 포스트스크립트 언어를 사용하는 최초의 레이저 프린터인 애플 레이저라이터가 출시된 1985년 3월까지는 널리 사용되지 않았다.
1985년에도 윤곽선 글꼴은 프린터에만 있었고 화면에서는 윤곽선 글꼴 대신 비트맵 글꼴을 사용했다.
원래 포스트스크립트의 일부였지만 타입 1 글꼴은 일반 포스트스크립트에 비해 단순화된 그리기 작업 세트를 사용했지만(PDF처럼 루프 및 변수와 같은 프로그래밍 요소가 제거됨) 타입 1 글꼴은 저해상도 렌더링을 돕기 위해 "힌트"를 추가했다. 원래 어도비는 힌트 체계의 세부 사항을 공개하지 않고 (간단한) 암호화 체계를 사용하여 타입 1 개요와 힌트를 보호했다. 이는 오늘날에도 여전히 지속된다(암호화 체계와 키는 이후 어도비에서 게시했음에도 불구하고). 이러한 조치에도 불구하고 어도비의 계획은 업계의 다른 플레이어에 의해 빠르게 역설계되었다. 그럼에도 불구하고 어도비는 타입 1 글꼴을 사용하는 모든 사람에게 기술 라이선스를 요구했다.
타입 3 글꼴은 포스트스크립트 언어의 모든 정교함을 허용하지만 힌트에 대한 표준화된 접근 방식(ATF와 같은 일부 회사는 자체 독점 체계를 구현했지만)이나 암호화 체계가 없다. 또 다른 차이점이 혼란을 더욱 가중시켰다.
현재 라이선스 비용은 매우 높은 것으로 간주되었으며 어도비는 계속해서 더 매력적인 가격으로 벽을 쌓았다. 1991년경 애플이 자체 시스템인 트루타입을 설계하게 된 것은 바로 이 문제였다. 트루타입이 발표된 직후 어도비는 해당 형식에 대한 세부 사양인 "어도비 타입 1 폰트 타입"을 발표했다. 폰토그래퍼(Fontographer)와 같은 글꼴 개발 도구에는 타입 1 글꼴을 생성하는 기능이 추가되었다. 타입 2 형식은 이후 최신 오픈타입 형식의 하나의 기반으로 사용되었다.

## 같이 보기
- 컴퓨터 글꼴
- 오픈타입
- 트루타입
- 페이지 기술 언어